# Прапор Поліського району

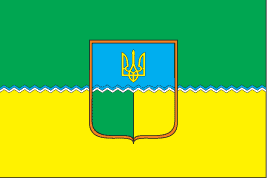
Прапор Поліського району

Пра́пор Полі́ського райо́ну затверджений рішенням Поліської районної ради.

## Опис
Прапор являє собою прямокутне полотнище, яке складається з двох рівних за шириною смуг, розділених зигзагоподібною стрічкою блакитного та білого кольорів (10 %). Зверху — зелений колір (45 %), знизу жовтий (45 %). На фон прапора може накладатися щит герба.